# Pseudepipona dignota
Pseudepipona dignota är en stekelart som först beskrevs av Mor.  Pseudepipona dignota ingår i släktet Pseudepipona och familjen Eumenidae. Inga underarter finns listade i Catalogue of Life.